# Ефект анти-Геммонд
Ефект анти-Геммонд (рос. эффект анти-Хеммонд, англ. anti-Hammond effect) — термін стосується аналізу діаграм Мор О'Феррала — Дженкса й означає таку поведінку системи, що є протилежною передбачуваній постулатом Геммонда, а саме — чим легше протікає процес, пов'язаний зі структурними змінами, тим більшими будуть його наслідки в перехідному стані. До цього приводять перпендикулярні структурні зміни на згаданій діаграмі.